# デッド オア アライブ5
『デッド オア アライブ5』（デッド オア アライブファイブ、DEAD OR ALIVE 5）は、コーエーテクモゲームスより発売された3D対戦型格闘ゲーム。『デッド オア アライブ シリーズ』のナンバリングタイトル5作目。

## 概要
略称は「DOA5」。キャッチコピーは「I'm a Fighter」や「私は闘う。」。
対戦格闘ゲームのニュージャンルを意味する「格闘エンターテインメント」を標榜したタイトル。その後、PlayStation Vita版の『デッド オア アライブ5+』、新キャラクター&システムを追加した『デッド オア アライブ5 アルティメット』およびそのアーケード版である『デッド オア アライブ5 アルティメット アーケード』、両ハードの後継（次世代）機であるXbox One、PlayStation 4にも移植した『デッド オア アライブ5 ラストラウンド』といったマイナーチェンジ版が相次いでリリースされた。
前作『デッド オア アライブ ディメンションズ』までの既存キャラクターモデリングが一新され、「汗をかく」「汚れていく」「水で濡れる」などの写実的表現が加えられたほか、シリーズ初の新システムも導入されている。
パワーブロー/タッグパワーブロー
全キャラクター共通の必殺技（コマンドは  or  or  or  P+K長押し の4種類からキャラクターごとに振り分け）。体力メーターが半分以上残っている時は中途半端で隙も大きい単発の打撃技にすぎないが、半分以下に減り赤く点滅してから足元に風が巻き起こる（音が鳴る）までタメるとガードブレイク効果がつき、ヒットさせると専用アニメと共にスローモーション演出が付加され、飛ばす方向を任意で選べるように変化するようになっている。その時のダメージ（80pts）は単発&非カウンター判定での最大値を誇るため一発逆転を狙えるほか、1ステージにつき1度しか発動しないスペシャルデンジャーに吹き飛ばせる時は顔のアップが挿入される。ただしその効果は1度目だけであり、そのラウンド終了までは最初の半端な打撃技に戻る。なお、長押し中ならサイドステップを使ってキャンセルすることも出来るが、投げ技で潰されるとカウンター判定で受けてしまう。2人1組で闘うタッグバトルモードで両者の体力が点滅状態なら、ヒットスロー中にH+P+K同時押しを追加入力することで交代しつつダメージもアップするタッグパワーブローが出せる。
サイドステップ
全キャラクター共通の回避技（ or  または H+P+K or H+P+K から選択）。『3』から継続されてきた在来フリーステップとは別物で、追尾属性の無い打撃技なら手前と奥側を選んで直接かつ瞬間的に“避ける（かわす）”ことが可能になった。ただしクリティカルやられ中に出すことは出来ず、投げ技をハイカウンター判定で受けてしまうため、ホールドと同じリスク要素がある。
クリティカルバースト
「ホールドもレバー回復もできない無抵抗状態」を誘発できるクリティカル判定（かすみ……P+K、ティナ……PPP、ザック……K など）。シリーズの特徴であるクリティカルコンボ&クリティカルホールドのせめぎあいに対する新たな試みで、リターン要素が大きく今作における強力な選択肢となっており、パワーブローを決める最大のチャンスにもなる。ただし体力メーター下部に位置する“CRITICAL STUN”の状態表示が赤くなった時にヒットさせないと成立しないため、「乱用すれば簡単に読まれる」というジレンマに変わりはないが、属性の9割が単発の中段パンチで占められながら、中段キックないし連撃の上段パンチの2属性を同時所持する者が存在するため、2択を迫れる能否のキャラクター優劣がある。
ホールドは『デッド オア アライブ4』以来7年振りの採用となった4択仕様だが、一部キャラクターはエキスパートホールドとの入れ替えが施されておりプレイヤーの腕次第で使い分けられるようになっている。属性はオフェンシブホールド技がキャラクター限定制に変更されたため準2属性仕様となった。反転のけぞりクリティカルは正面からのヒットが「のけぞり崩れよろけ」、背後からが「背後のけぞり崩れよろけ」の名で存在する。レバー回復の操作は方向キーか左スティック（L3ボタン）or方向パッドか左（アナログ）スティック/同ボタンの左右を交互に連打したりグルグルと回す、あるいは他方向のレバガチャでも成立する仕様。起き上がりキックは上段が廃止され『3(2U)』時の中下段2種に戻った。投げ抜けは『4』と同じだが、確定だったハヤブサの「飯綱落とし」などの投げコンボの入力が成立していても、ステージ上の障害物やムービングデンジャーが干渉すると連続演出に至らず強制的に解除（失敗）されるようになった。
デンジャーゾーンはステージ全体の仕掛けとしてとらえたダイナミックアトラクションとも総称され、工事中ビル屋上のクレーンから鉄骨が崩落して足場が傾いたり、川を流れているイカダが滝に迫るにつれて壊れ始めるなど、ステージ自体の高低差（アンジュレーション）や面積・障害物の位置が激しく変化していくようにもなり、「HOT ZONE」「THE SHOW」「SANCTUARY」などの一部ステージにはパワーブローでのみ発動する「スペシャルデンジャー」が存在する。崖落下K.O.（ダメージ）は『D』とほぼ同一の混在制だが、斜面系の地形が「SCRAMBLE」と「FLOW」の2ステージに限った「崖っぷちデンジャー」へと改定され、過去作では何もできず落ちていったがHボタンを長押ししているとしがみつくことができ、攻勢側は相手を落とすべく「打撃」か「投げ」の2択を迫り、守勢側は「ガード」か「投げ抜け」（あるいは無抵抗）で対処可能となったため、基本投げなどから変化していた“斜面投げ”は削除された。スリップ地形は『D』とは逆に危険度が下げられ、クリティカルと滑るモーションは下段属性からのみ&カウンター以上で発生する。
コスチュームに関しては、水のスリップ地形およびステージ上のギミックによる濡れや時間経過で増える発汗演出などで透けるものが含まれるようになった。また、DOA女性キャラクター+エリオット限定でグラッシーズ（眼鏡かサングラス）の着脱が可能となり、『2U』以来の採用となった下着変更では初めてブラジャーも連動するようになった。ダウンロードコンテンツでは今作初登場の物以外にも『2U』『D』の追加コスや『X2』『P』の水着などが移植された。
オンラインに関しては、3D対戦格闘ゲーム史上初となる通信相手とのトレーニングモード「オンライン道場」が用意されたほか、ランキング判定が生じないフリー対戦、リプレイデータのアップ&ダウンロード機能、SNSのfacebook（2014年4月18日に廃止）と直接連動した戦績公開や対人交流などが可能となった。発売後のアップデートでは、メモリーに保存しているリプレイ動画をfacebook（両機とも）と動画共有サービスのYouTube（PS3のみ）に直接アップロードする機能、DUALSHOCK 3振動機能への対応、新技の追加、バランス調整などが行われた（詳細は公式ウェブサイトなどで参照可能）。PS Vita版『5+』との互換を反映したバージョン1.03A+もPS3専用であり、X360版と比較するとマイナーチェンジ版の『5U』も含めてコンテンツ面や提供時期でPS3版の方が優先されている。
細かい点については以下の通り。
1. 壁ダウンがはりつきから浮き跳ね返り状態に変更され、ディフェンシブホールドが不可能となり攻め側の追撃（空中コンボ）が確定。
2. 『4』から引き継がれていた固有打撃技による強制起こし（強制起き上がり）が1ヒットでも成立する仕様に変更。
3. システムボイス「DOA」に、遠藤みやこではなくPeter Garzaを初起用。
4. 『バーチャファイターシリーズ』に倣い、「Kキャン」[注 3]や入力の前方ジャンプ（小ジャンプ攻撃）を『VF』キャラクター限定で所持しており、アピール技は持たない技構成になっている。また、“ガキーン”などの効果音も専用で移植されている。
5. キャラクターごとのテーマ曲制からステージごとの固定曲制に変更。

総じて、PBという新たな逆転手段は増えたものの、試合の攻防の中心であるクリティカルの内、CB以外にもシリーズ最多となる十数種（全体の約3割強）がクリティカルホールドを出せない（ホールド不能時間のある）よろけになっていて被やられ状態からの反撃チャンスが減ったため、確定知識や空中コンボにかかわる操作技量の巧拙格差などが顕著となりビギナーよりもアドヴァンスド・プレイヤー優位なバランスとなっている。

## ストーリー
トライタワー崩壊から2年。遂にエレナはDOATECの再生をスタートさせ、その理念に「テクノロジーの平和利用」を掲げた。究極のハイパークローンを造り出してしまった生体兵器プロジェクトは全面的に凍結、その元凶であるドノヴァン博士の旧反体制派&私設軍隊などのグループについても、新組織から一掃する考えが各国の支部に通達されたのだった。
そうして新生したDOATECを世界に知らしめるため、エレナは第5回DOA大会の開催を宣言。期待のルーキー・ミラの登場やアームストロング親子のパフォーマンスで盛り上がった大会はジャンの優勝で幕を閉じたのだった。
その裏側では、青い忍装束姿の“かすみ”がAlpha-152を探して奔走し、ハヤテ、あやね、ハヤブサらもそれに続いていた。程無くして一騎討ちの末に152を倒した“かすみ”だったが、その正体がクローンのカスミαだと気付いたハヤテとあやねは容赦なく斬りかかり一つの因縁に終止符がうたれるも、直後に向かったラボの最深部でハヤテが囚われの身となってしまう。
ハヤブサからの報せを受けて駆けつけてきたのは黒ずくめの忍装束を身にまとった真のかすみ。その顔には以前のような迷いは見られない。そしてドノヴァンの新たな生体兵器「α」と闘い退け、2年振りに再会した異父妹と兄に礼を告げた後、背を向けて立ち去りながらかすみはつぶやくのだった。「私は闘う。貴方を倒すまで……！」と。
その頃、ドノヴァンと話しているリグの口からは、「心配すんなよ、親父。全て俺たちの計画通りさ……」という思いがけないやり取りが交わされていたのだった。そしてバイマンの顔に深い傷を負わせた不可解な出来事がフラッシュバックする。その黒衣の人物の正体とは、かすみの新たなるクローン体・PHASE-4だった。

## キャラクター
新キャラクターとしてミラ (MILA) と、リグ (RIG) が登場するほか、『バーチャファイターシリーズ』からのゲストキャラクターとしてアキラ（結城 晶）、サラ・ブライアント (SARAH BRYANT) 、パイ・チェン (PAI CHAN) の3名がセガ全面監修の下で登場する。
ストーリーモードの途中と最後には、Alpha-152（アルファ・イチゴーニ）とα（アルファ）がそれぞれ中ボスとラストボスとして登場する。なお、『バーチャファイター』勢3名、ゲン、Alpha-152などはゲスト扱いとなっており、条件を満たすことで使用可能となる。

## 限定、特典、廉価版
- 「かすみ あやね ヒトミ セクシーコスチューム ダウンロードシリアル」 - 通常版の初回限定特典と、ダウンロード版の発売日から7日間の期間限定で封入された追加コスチューム「うさ水着パック1」の無料入手権。X360側のパッケージ版ではXbox Live 14日間ゴールドメンバーシップも同梱された。
- 『DEAD OR ALIVE 5 コレクターズエディション』 - 初回限定品。内容物……上述通常版特典と同様の「うさ水着パック1」、PS3ないしX360用ソフト本品、ビジュアルブック、サントラCD、ポストカード（8種）、特製メタルプレート（10種）、プレミアムセクシーコスチューム全12種ダウンロードシリアル（PS3・X360版ともに全て共通）。
  - 海外版では予約特典を「かすみ レイファン ヒトミ セクシーコスチューム DOA Angelsセット」と「ティナ あやね クリスティ セクシーコスチューム DOA Devilsセット」から選べた。
- 『DEAD OR ALIVE 5 クロスプレイパック』 - 移植版『5+』発売時の初回限定品。内容物……『PS3版5』および『5+』のソフト本品、「プレミアムセクシーコスチューム」「パラダイスセクシーコスチューム」各12種&「エクストリームプライベートグラビアムービー」ダウンロードシリアル。

## 開発
従来は階段から転げ落ちるなどのアクションを通じてステージが移動する形式が取られていたが、本作ではキャラクターの激突によって建物が崩落してステージ自体の形状が変わるといった演出が採用された。
前作『デッド オア アライブ4』から6年ぶりの新作ということもあり、前作までのファンが安心できるよう既存のキャラクターを優先して公開された。

## グッズ
- 『DEAD OR ALIVE 5 コンプリートガイド』コーエーテクモゲームス、2012年9月28日発売、ISBN 978-4775808542 - 以下、全ての書籍でボスキャラクターのαのみ掲載されていない。
- 『DEAD OR ALIVE 5 マスターガイド』コーエーテクモゲームス、2012年9月28日発売、ISBN 978-4775808559
- 『DEAD OR ALIVE 5 ファイナルガイド』コーエーテクモゲームス、2013年2月15日発売、ISBN 978-4-7758-0866-5 - 更新されたアップデートVer.1.03A（PS3版）に対応した内容。
- 『DEAD OR ALIVE 5 メイキングブック』コーエーテクモゲームス、2013年2月20日発売、ISBN 978-4-7758-0867-2
- 『DEAD OR ALIVE 5 かすみ』グリフォンエンタープライズ、2014年10月発売 - 完成/塗色済の1/6スケール・フィギュア。

## 企画
- 「MAKE YOUR MOVE!」 - リリース前にFacebookを介して行われた新技の公募企画。?の「?」などが採用され、入選者はゲーム内のクロージングクレジットに含まれた。
- 「闘劇2012 -SUPER BATTLE OPERA- THE 10th ARCADIA CUP TOURNAMENT」2012年8月4日 - 5日開催、エンターブレイン主催、DOA5公式ウェブサイト&ニコニコ生放送ライブ配信 - 「ゲームサマーフェスティバル2012」会場にて催された国内最大級通算10回目の格闘ゲーム大会。ただし公式種目ではなく「エクストラステージ 発売直前記念大会」と称された1日目のエキシビションタイトルとしての選出だが、同大会9年目にして初めての『DOAシリーズ』参戦となった。後日に発売された公式攻略本でライターの1人を務めた“遊”がクリスティを使い優勝し、賞品としてホリ製「DEAD OR ALIVE 5 対応スティック」が贈られた。
- 「DEAD OR ALIVE 5 エキシビジョンマッチ[注 4]」2012年9月23日開催、コーエーテクモゲームス主催、Ustreamライブ配信 - 幕張メッセの『東京ゲームショウ2012』会場で催された自社大会。上述の闘劇2012を制した“遊”があやねを使い優勝し、賞品として同上の対応スティック・スタッフのサイン入りビジュアルブック・ゲームソフト本品などが贈られた。
- 「DEAD OR ALIVE 5 OFFICIAL TOURNAMENT 2012」2012年12月9日開催、コーエーテクモゲームス主催、ニコニコ生放送ライブ配信 - 自社の市ヶ谷事業所にて決勝戦が催された、リリース後としての初となる公式大会。『4』や『5』の公式攻略本でライターの1人を務めたり今作の開発にも携わった“餅A”がサラ・ブライアントを使い優勝し、賞品として商品券などが贈られた[12][13]。後日にはYouTubeの公式アカウント「コーエーテクモチャンネル」を介して全60本分のリプレイ動画も公開された[14]。
- 「DEAD OR ALIVE 5 OFFICIAL TOURNAMENT 2013」2013年7月6日開催、コーエーテクモゲームス主催、ニコニコ生放送&Ustreamライブ配信 - 通算2回目かつVer.1.03A版による公式大会。前大会の準優勝者“TestTeam”がクリスティを使い優勝し[15]、上述OT2012と同じく全42本分のリプレイ動画も公開された[16]。
- 「TGN Playse#1 (DOA5 Ultimate Tournament)」2013年5月6日開催、Tokyo Game Night!! Playse主催 - 『5』のVer.1.03A版による初の公認大会。個人戦では『2U』のWCG2005を制した“活忍犬”がハヤブサを使い優勝した[17]。

## デッド オア アライブ5+
略称は「DOA5+」や「DOA5P」。キャッチコピーは「いつでも どこでも 格闘エンターテイメント!!」。
『5シリーズ』の通算2作目で、『PS3版5』をベースとしいくつかの新要素を追加したタイトル。
タッチバトル
3D対戦格闘ゲーム史上では初、『DOAシリーズ』としては『BJ』以来となるタップ操作でプレイするファースト・パーソン・パースペクティブ（主観視点）モード。相手キャラクターの身体の頭部をタップすると上段、腹部だと中段、脚部だと下段の打撃と判定され、連続タップ動作で各キャラクターごとの固有連係（連打）技が選択される。フリック動作（スライド）をした場合は、「下から上」だと空中コンボの起点となる浮かせ属性の技、「上から下」だと尻餅クリティカル属性の技といったように効果やモーションと合致するようなものに対応しており、人差し指と親指などによるピンチ動作（摘まむ）＝「両端から中央」をした場合は、相手キャラクターの状態を自動判定してガードやホールド中なら投げ技、打撃中ならディフェンシブホールドとなって成立する仕様になっている。加えて、上述の『BJ』では固定のプログラム動作（リアクション）でしかなかったタップ操作が勝利&敗北デモ中にも可能となっており、たとえば女性キャラクターの乳房に対して行えば寄せたりできるなど擬似的に触っているバーチャルリアリティを体感できる。さらにメニューのセッティングから揺れの激しさを変えることもできる。
また、PS Vita専用メモリーカードに保存している音楽ファイルによるBGMの変更、PS3でプレイ中のユーザーとの通信対戦、セーブデータや追加コスなどのDLCの共有などが可能となっているが、タッグバトルでの対人対戦や保存動画のネット投稿が出来ないなどマイナス面での違いもある。
体験版ではかすみ、ティナ、ハヤブサ、エリオットの4名に限って製品版から厳選したコンテンツを無料で遊べるようになっており、PS3版のプレイヤーも含めた通信対戦も可能となっている。

### 限定、特典、廉価版（5+）
- 「かすみ あやね ティナ チアガールコスチューム」ダウンロードシリアル - 初回購入特典。
- 『DEAD OR ALIVE 5+ コレクターズエディション』 - 初回限定品。内容物……上述通常版特典、ソフト本品、カスタムスキンシール、サントラCD vol.2、グラビア付きビギナーズガイド、「パラダイスセクシーコスチューム」全12種&「エクストリームプライベートグラビアムービー」の各ダウンロードシリアル。
- 『DEAD OR ALIVE 5 クロスプレイパック』 - 初回限定品。内容物……『PS3版5』および『5+』のソフト本品、「プレミアムセクシーコスチューム」「パラダイスセクシーコスチューム」各12種&「エクストリームプライベートグラビアムービー」ダウンロードシリアル。
- 『DEAD OR ALIVE 5+ コーエーテクモ the Best』 - 日本の廉価版で、若干安価なダウンロード版も存在。

### 企画（5+）
- 「DEAD OR ALIVE 5+ 製品版 体験版 プレイ感想キャンペーン」2013年3月28日 - 5月13日受付 - 賞品としてミラのチアリーダーコスチュームのダウンロードコードやオリジナル壁紙などが贈られた。

## デッド オア アライブ5 アルティメット
略称は「DOA5U」。キャッチコピーは「すべてを超えて、闘え。」。
『5シリーズ』の通算3作目で、『5』および『5+』を統合し新要素や変更を加えたタイトルで、PS3版では『DOA ONLINE』以来となるFree-to-playのダウンロード版「基本無料版」も提供されている。
その後、さらなるマイナーチェンジ版『デッド オア アライブ5 ラストラウンド』がリリースされたが、購入間違い問題の発生を受けて当作のX360ダウンロード版（ゲームオンデマンド）の配信は2015年2月20日付けで停止され、パッケージ版のみの展開となったため、これ以降『X360版5LR』を遊ぶために必携となる一面が生じている。
パワーランチャー
全キャラクター共通の新技（以下PL）（コマンドは各キャラクターごとに全く異なる。かすみ…… P+K長押し、ジャッキー…… H+K長押し など）。第2の「パワーブロー」（以下PB）と呼べるもので、PBと同じく体力メーターが半分以上残っている時は中途半端で隙も大きい単発の打撃技にすぎないが、半分以下に減り赤く点滅してからヒットさせるとスピン（きりもみ）演出で空高く打ち上がるため、様々な追撃を狙えるというもの。状況や腕次第ではPB単体よりもダメージを増やせるため、いわゆる“空中コンボ”を前提とした中・上級者向けの追加要素となっている。ただしその効果は1度目だけでありラウンド終了までは最初の半端な打撃技に戻り、投げ技で潰されるとカウンター判定で受けてしまうのもPBと同じだが、ガードブレイク効果が無い、長押し中のキャンセルが不可能、クリティカルバーストを除くクリティカルコンボからだとダメージ補正がかかる、天井ダウンが発生する、などの相違点がある。加えて、タメのモーションが低姿勢になるキャラクターには上段攻撃を避けられる性質があり、さらに中にはその効果が出かかりから備わっているキャラクターも混在するため、若干の優劣がある。
新ステージ&スペシャルデンジャーには完全新規以外にも、『3』の「LOST WORLD」「FOREST」「LORELEI」といった既出ないしアレンジや、NGシリーズ『Σ2』に登場したマップ&ボスの「地蜘蛛大仏 破天則」なども移植された。『4』以来となるチームバトルモードも復活し、通信対戦でのタッグバトルにて2名のプレイヤー同士が別々に操作できるようにもなった。BGMのデフォルトリストには『2シリーズ』『3』『4』からキャラクターテーマ曲や一部のモード曲が移植された。
コスチュームについては、有料DLCの第1・2・4（うさ水着のみ）・5・9弾のセットがアンロッカブル分として収録されたほか、一部バラ売りも開始されキャラクターごとの購入も可能になり、グラッシーズ選択に紅葉、レイチェル、アイン、マリーも含まれた。
アップデートのVer.1.04版からはムービーシアターに有料DLC制の「グラビア」ページが追加され、女性キャラクター（『DOA』&『NG』勢）限定のヴァケーション姿の観賞を『5+』以上に楽しめるようになった。
細かい点については以下の通り。
1. 「尻餅 or 打ち下ろしバウンド」という2つの新種ダウンやられが追加され、従来のバウンド浮きや強制起こしなどとはまた違った追撃が可能に。
2. スキルインフォの情報にホールド不能時間が表示されるなど、『5+』での更新以上に詳細化。
3. 体力メーターが青から黄色に変更。
4. ストーリーモードは『5』でのボーナスミッション混合制ではなく、『5+』仕様の単純1ラウンド勝敗制。

### キャラクター（5U）
『NINJA GAIDENシリーズ』（以下NG）から紅葉 (MOMIJI) とレイチェル (RACHEL) が登場したほか、『VF』からのゲストキャラクターとしてジャッキー・ブライアント (JACKY BRYANT) が登場した。また、『デッド オア アライブ ディメンションズ』以来となるアインとレオンの2名が追加された。
約3か月後には次項で詳述するアーケード版『デッド オア アライブ5 アルティメット アーケード』がリリースされ、それに合わせたアップデートのバージョン1.05版からはマリー・ローズ、1.07版からはPHASE-4、1.09版からは女天狗が有料DLCキャラクターとして追加され、プレイヤーキャラクターは『DOA』勢の26名、『VF』勢の4名、『NG』勢の2名を合わせて全32名となった。

### 限定、特典（5U）
- 「ファンが選ぶ初回封入特典！ DEAD OR ALIVE選抜総選挙」2013年5月24日 - 6月16日受付 - かすみとあやねの2名からなる“Team D”の「アイドルコスチューム」が初回特典として封入された。
- 「SAMURAI & DRAGONS あやね 魔獣カード」 - 初回特典。
- 『DEAD OR ALIVE 5 ULTIMATE コレクターズエディション』 - 初回限定品の1つ。内容物……ソフト本品、「アルティメットセクシーコスチューム」のダウンロードシリアル、サントラCD Vol.3、3Dマウスパッド&特製トランプ（後述かすみ版）。サントラでの曲名はゲーム内メニュー「BGMプラス」での表記とは異なり「/」と「氏名」部分が無い。
- 『DEAD OR ALIVE 5 ULTIMATE かすみちゃんブルーコンプリートパッケージ』 『DEAD OR ALIVE 5 ULTIMATE 紅葉レッドコンプリートパッケージ』 『DEAD OR ALIVE 5 ULTIMATE かすみちゃんブルー&紅葉レッド 最強パッケージ』 - GAMECITY予約の限定品（全3種）で、一部グッズはかすみ版と紅葉版とに分かれている。内容物……同上、B2ポスター全12種、等身大タペストリー、お風呂ポスター。

### グッズ（5U）
- 『DEAD OR ALIVE 5 ULTIMATE マスターガイド』コーエーテクモゲームス、2013年9月5日&11月15日発売、ISBN 978-4-7758-0890-0 - 後発の日付はDOA攻略本シリーズで初となる電子書籍＝EPUB版（BOOK☆WALKER、リーダーストア）のもので、若干安価にもなっている。

### 企画（5U）
- 「サムライ&ドラゴンズ スペシャルコラボキャンペーン」2013年8月7日 - 9月4日配信 - かすみ・ティナ・レイファン・ハヤブサ・エレナ・ヒトミ・こころ・エリオットの8名がキャラセッティングの立ちポーズCGを転用したデザインの魔獣カードとして出演[24]。
- 「ラグナロクオデッセイ エース DEAD OR ALIVE 5 ULTIMATEセット」2013年10月3日配信 - かすみとハヤブサの2名が新規のデフォルメモデリング姿でカードや衣服セットとして出演[25]。
- 「DOA Team NINJA デザイナーチャレンジ！」2014年3月19日 - 4月17日受付 - Twitterを介して行われた追加コスの公募企画。優秀作の計15着はFacebook上で発表された。
- 「DEAD OR ALIVE 5 ULTIMATE Team NINJA デザイナーに挑戦！ “ハロウィン”」2014年6月15日 - 7月6日受付 - Twitter、Facebook、電子メールを介して行われた追加コスの公募企画。
- 「DEAD OR ALIVE 5 ULTIMATE OFFICIAL TOURNAMENT 2013-2014」2013年11月16日 - 2014年1月12日開催、ニコニコ生放送&Ustreamライブ配信 - Ver.1.03版による公式大会。全日程で延べ約300人が参加し、直近ではPlayse#1個人戦を制した公認プレイヤーの“活忍犬”がサラ・ブライアントとレイチェルを使い分けて優勝し、賞品としてゲーム内機能の「称号」2つを自分で考えた世界唯一のもので設定（表示）できる権利などが贈られた[26][27]。
- 「TGN45 Playse#2」2013年11月23日 - 24日開催、Tokyo Game Night!! Playse主催 - Ver.1.03版による公認大会。団体戦ではミラを使った“TON”率いるチームが優勝[28]。
- 「Playse#3」2014年11月8日 - 9日開催、Playse主催 - E-sports SQUARE AKIHABARAにて催された公認のチームバトル大会。

## デッド オア アライブ5 アルティメット アーケード
略称は「DOA5UA」。キャッチコピーは「長き沈黙を破り此処に復活。」。
『5シリーズ』の通算4作目で、『デッド オア アライブ2 ミレニアム』以来のアミューズメントスポット復帰およびセガ（後のセガ・インタラクティブ）との業務提携となった『5U』のアーケードゲーム移植版。
ネットワークコンテンツとしてALL.Net P-ras Multi Ver.2に、プレイデータの管理としてAimeカードなどに対応しており、後者では全国ランキングなどが閲覧できる専用ウェブサイト「プレイヤーサイト」の開設およびスマートフォンなどの携帯端末との連動や、対戦後の勝利デモ時にアイテムくじ的な「コスチュームパネル」が現れ、9枚程度で揃うと絵柄の追加コスが入手できる。Ver.1.08版からはバーサスモード1戦につき1ポイント、1人用アーケードモードクリアで5ポイントが獲得できる「ボーナスポイント」との引き換え制も追加された。
長らく隠しコマンド制だった髪型・グラッシーズ・下着などの選択が一目で把握可能なポップアップ制に改定され、マリー、PHASE-4、女天狗も含まれた。
一方、当作ではダウンロードコンテンツ（DLC）の「ハロウィンコスチューム2013」の2着のように、『5U』とは異なり使用（入手）できないものがある。

### キャラクター（5UA）
マリー・ローズ (MARIE ROSE) とPHASE-4 (フェーズ・フォー) 、そして女天狗 (NYOTENGU) がそれぞれリリースと同時およびリリース後のアップデートにて初登場した。
その後さらなるマイナーチェンジ版『デッド オア アライブ5 ラストラウンド』を反映したVer.2.00(LR1.01)版にてほのかと雷道の2名が追加され、さらに『戦国無双シリーズ』とのコラボとして井伊直虎が、SNKプレイモアとのコラボとして『餓狼伝説シリーズ』ならびに『ザ・キング・オブ・ファイターズ』から不知火舞が追加され、プレイヤーキャラクターは『DOA』勢の23名+先述7名、『バーチャファイター』勢の4名、『NINJA GAIDEN』勢の2名を合わせて全36名となった。

### 企画（5UA）
- 「DEAD OR ALIVE 5 ULTIMATE ARCADE セガ・ファーストトーナメント」2014年1月26日開催、セガ主催、ニコニコ生放送「APMチャンネル」配信 - クラブセガ新宿西口店にて催され、後述「Fighting Carnival 2014 SUMMER」へのシード権獲得も兼ねた公式大会。直近では『5』の2大会を制した公認プレイヤーの“遊”があやねを使い優勝した。
- 「DEAD OR ALIVE 5 ULTIMATE ARCADE レジェンドトーナメント」2014年4月19日開催、セガ主催、ニコニコ生放送「APMチャンネル」配信 - セガ秋葉原1号館にて催されたVer.1.05版による通算2回目の公式大会。前回とは異なり招待された公認プレイヤー限定で競われ、直近では『5U』のOT2013-14を制した“活忍犬”がハヤテを使い優勝した。
- 「DEAD OR ALIVE 5 ULTIMATE ARCADE セカンドトーナメント」2014年5月25日開催、セガ主催、ニコニコ生放送「APMチャンネル」配信 - 宮城県仙台市のゲームコーナー東部にて催されたVer.1.06版による通算3回目の公式大会。“ジャワカレーアキラ”がアキラを使い優勝した。
- 「DEAD OR ALIVE 5 ULTIMATE ARCADE サードトーナメント」2014年6月29日開催、セガ主催、ニコニコ生放送「APMチャンネル」配信 - 愛知県豊田市のハイテクセガ豊田にて催されたVer.1.07版による通算4回目の公式大会。公認プレイヤーの“輝Rock”がレイファンを使い優勝した。
- 「DEAD OR ALIVE 5 ULTIMATE ARCADE フォーストーナメント」2014年7月27日開催、セガ主催、ニコニコ生放送「APMチャンネル」配信 - エンターブレイン本社イベントスペースWinPaにて催されたVer.1.07版による通算5回目の公式大会。“NCR”がバイマンを使い優勝した。
- 「DEAD OR ALIVE 5 ULTIMATE ARCADE Fighting Carnival 2014 SUMMER」2014年7月5日 - 8月31日開催、ニコニコ生放送ライブ配信 - 「電撃文庫 FIGHTING CLIMAX公式全国大会 〜夏の電撃文庫FIGHTING祭〜」との合同イベントである「APM PRESENTS D-1 ULTIMATE CLIMAX」にて催されたVer.1.08版による公式大会。会場は東京ビッグサイトTFTビル。上述の5大会で選ばれたシード選手を含んで競われ、そのシード選手である“輝Rock”がレイファンを使い優勝した[30]。また、声優の山本彩乃がスタッフの1人として参加しインタビュアーを務めるなどして会場を盛り上げた[31]。
- 「DEAD OR ALIVE 5 ULTIMATE ARCADE APM PRESENTS D-1 ULTIMATE CLIMAX BLADE」2015年2月 - 4月26日開催、セガ&コーエーテクモゲームス&スタジオ最前線共催 - Ver.2.00(LR1.01)版による公式大会で、セガの『ブレードアークス from シャイニング』および『電撃文庫 FIGHTING CLIMAX』との合同イベント。

## デッド オア アライブ5 ラストラウンド
略称は「DOA5LR」。キャッチコピーは「新たな舞台。最後の闘い。」。
『5シリーズ』の通算5作目。『5UA』をベースとしグラフィック向上・新要素の追加などが行われたタイトル。
以下、※印が無い要素は全バージョン共通の要素、※P/Xの要素はPS4/XONE版のみ、※P/X/Sの要素はSteam版も含まれるという意。
1. 新ステージとして『デッド オア アライブ』の「対かすみ戦（THE DANGER ZONE）」や『デッド オア アライブ アルティメット』の「THE CRIMSON」がアレンジされて移植。※P/X
2. 「やわらかエンジン」と称する新技術を用いた人体表現・モデリングを採用。※P/X
3. 女性キャラクターに新しい髪型を追加。※P/X/S
4. 各ステージに新しいモブキャラクターや派手にしたエフェクトなどを追加。※P/X
5. 上述の髪型変更時などのセレクト仕様を『5UA』でのポップアップ制で採用。※P/X/S
6. DLCコス「閃乱カグラ コラボコスチューム」にコスチューム破壊のギミックを実装。※P/X
7. 体力メーターが黄色から青 - 緑グラデーション色に変更。
8. 1作目シリーズのBGMの移植[注 7]および『2シリーズ』を含めた一部BGMのアレンジ曲の採用。
9. YouTube・facebookとの連携機能の廃止。

以上の通り、PS3/X360/Steam版の3バージョンではいくつかの要素が再現されないため、下位互換仕様である点には注意が必要である。

### キャラクター（5LR）
ほのか (HONOKA) が初めて登場したほか、『デッド オア アライブ ディメンションズ』以来となる雷道が追加。
2016年3月には同社開発の『戦国無双シリーズ』とのコラボとして井伊直虎 (NAOTORA II) が追加配信された。
2016年9月14日には、SNKプレイモアとのコラボレーションとして『餓狼伝説』ならびに『ザ・キング・オブ・ファイターズ』から不知火舞 (MAI SHIRANUI) がゲストキャラクターとして実装された。
プレイヤーキャラクターは『DOA』勢の26名+先述4名、『バーチャファイター』勢の4名、『NINJA GAIDEN』勢の2名を合わせて全36名となった。

### 開発（5LR）
『5LR』においては、PlayStation 4のハードスペックを活かして女性たちの肌を魅力的に表現したいという考えから、「やわらかエンジン」が導入された。ただし、本作は既存作品の強化移植という立ち位置故、キャラクターモデルの作り直しができず、小規模な手直ししかできなかった。

### 限定、特典（5LR）
- 「NINJA 2015 コスチューム」「はじめてのセクシーコスチューム」「はじめてのセクシーグラビア」各4種ダウンロードシリアル - PS4/PS3/XONE版購入特典。
- 『DEAD OR ALIVE 5 LAST ROUND コレクターズエディション』 - PS4/PS3/XONE版の初回限定品の1つ。内容物……ソフト本品、ヒストリーブック、サントラCD Vol.4、マリー・ローズ3Dマウスパッド、「やわらかセクシーコスチューム」全17種ダウンロードシリアル。サントラでの曲名はゲーム内メニュー「BGMプラス」での表記とは異なり「/」と「氏名」部分が無い。
- 『DEAD OR ALIVE 5 LAST ROUND 最強パッケージ』 - 同上。内容物……同上&かすみ等身大タペストリー、B2お風呂ポスター8種、みにきゃらフィギュア4種。
- 「ハロウィンコスチューム2013」全28種ダウンロードシリアル - Steam版購入特典。
- 「マリー 純白のメイドコスチューム」ダウンロードシリアル - PS4/XONE版の両シーズンパス購入特典。

### グッズ（5LR）
- 「DEAD OR ALIVE 5 LAST ROUND 対応スティック for PlayStation 4/PlayStation 3」ホリ、2015年2月19日発売 - 公認アーケードスティックで、特典としてDLCコスの「ガールズファイター2015」を同梱[36]。
- 『DEAD OR ALIVE 5 LAST ROUND マスターガイド』コーエーテクモゲームス、2015年2月20日。ISBN 978-4-7758-0950-1。